# Доходный дом Ф. Ф. Лумберга
Доходный дом Ф. Ф. Лумберга — памятник архитектуры. Расположен в Центральном районе Санкт-Петербурга, современный адрес дома — Перекупной переулок, 9.

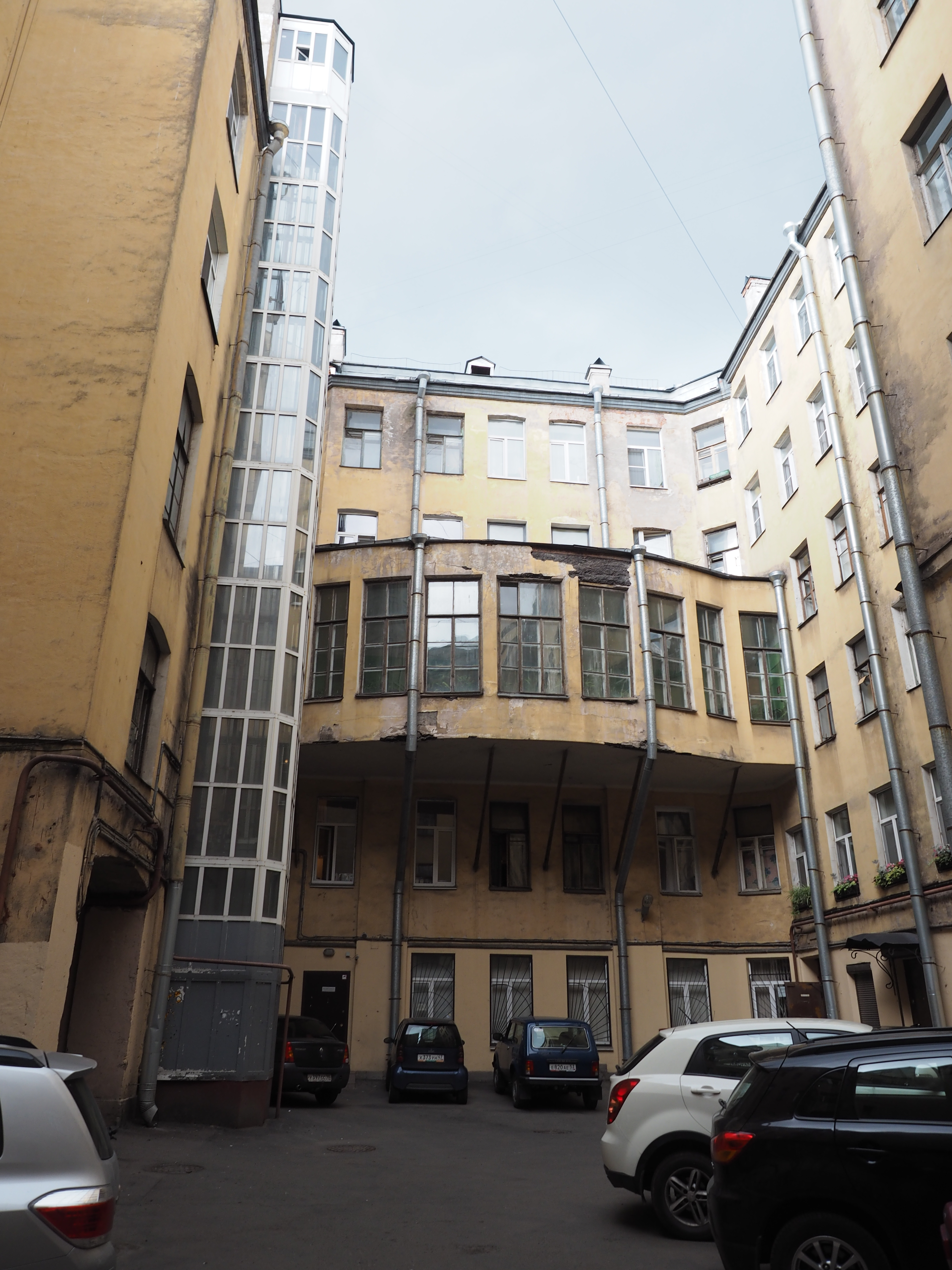
Галерея со стороны двора

Дом построен владельцем участка, гражданским инженером Ф. Ф. Лумбергом, в 1903 году. Единственный доходный дом Санкт-Петербурга, в котором свободная криволинейная стилизация перенесена с отделки на функционально-конструктивные узлы и элементы (в частности выгнуты ограждения балкона и козырёк). Фасад асимметричен, с округлым эркером в левой части, у тонких «ног» которого расположено окно в форме омеги, окна округлые, неправильных очертаний (из них выделяется срезанное снизу овальное окно в правой части дома на третьем этаже, из квартиры самого Лумберга — его семья занимала помещение до 1917 года; оно обведено подковообразной кирпичной рамкой, над ним сделаны утопленный в прямоугольной впадине трёхгранный фонарик и обычное окно в круглой нише, создающие вторящую эркеру вертикаль).
Первоначальный проект Городская управа утвердила 11 марта 1903 года, в процессе строительства проект был доработан и повторно утверждён 29 сентября. Корпуса Е-образные в плане на всю глубину участка.
У дома нет наличников, креповок и тяг; кронштейны балкона и перила крыши украшены стилизованными цветами. Цоколь нерегулярно облицован гранитной щепой, доходящей до простенков второго этажа (ниже середины окон), фасад оштукатурен.
Вестибюль здания узкий, с камином и атлантами, от него к лестнице идёт изогнутый проход. В квартире домовладельца была сделана галерея в соседнее помещение с выступающей во двор остеклённой дугообразной стеной и широкой аркой, похожей по форме на фасадное почти овальное шестистворчатое окно, в переплёте которого осталось два фрагмента цветного орнаментального витража в свинцово-паечной технике (кафедральные жёлтого и зелёного цветов, голубые с фактурой «Pattern B» и розовые с фактурой «Pattern F»). В комнатах сделаны лепные плафоны и кризы со стилизованными растительными узорами.
В 2019 году дом вошел в перечень 255 многоквартирных домов — памятников архитектуры с особо сложными фасадами, которые предполагается отреставрировать по программе КГИОП «Наследие».